# السمك البني
السمك البيني (الاسم العلمي: Mesopotamichthys sharpeyi) هو نوع من أنواع الأسماك الشبوطية المتوطنة في حوض دجلة والفرات في الشرق الأوسط. تسكن هذه الأسماك في الغالب البحيرات والأهوار، خاصة في الأماكن ذات الكثافة النباتية حيث تضع بيوضها أيضًا، ولكنها تنتقل دورياَ إلى الأنهار. هذا السمك ذو الحساسات هو العضو الوحيد في جنسه، ولكن تم تضمينه في جنس البني «جنس سلة المهملات» من قبل مؤلفين سابقين. وقد انخفضت اعداده في الآونة الأخيرة بسبب فقدان الموائل والصيد الجائر.
هذه السمكة هي سمكه طويلة ولكن لها جسم عميق بالنسبة لسمكه ذات حساسات. لونها مائل للبني-ذهبي بشكل عام مع بطن أخف وزعانف أغمق لونا. يمكن أن تصل إلى 56 سـم (22 بوصة) كطول إجمالي و 4 كـغ (8.8 رطل) كوزن الجنسين متشابهان، لكن الإناث لهن حجم أكبر. تميل نسبة الجنس إلى الانحراف إلى عدد الذكور أكثر من الإناث. تصل إلى النضج في عمر سنتين إلى أربع سنوات، ويمكن أن تصل الأنواع إلى عمر يصل إلى تسع سنوات. يتغذى بشكل كامل تقريبًا على النباتات، بدءًا من العوالق النباتية والطحالب إلى النباتات الوعائيه. على الرغم من العثور على بقايا حيوانات صغيرة في معدتها، فمن المحتمل أن يتم تناولها عن طريق الخطأ عند التغذي على النباتات.
هذه السمكه المعروفة في المحلية العربية العراقية لهجة كالبيني أو البني، وتقدّر هذه السمكه للغايه من قبل عرب الأهوار. استخدم الصيادون تقليديًا تقنيات غير عادية لصيدها بالرمح من قبل عدد من القوارب أو عن طريق صيد المسمم بالطحين أو الروث المغطى بالديجيتاليس أو الداتورة السامة، حتى وقت قريب، كان صيد السمك عن طريق الشبكة يقتصر في الغالب على قبيلة بربرة وكان يحظى بتقدير منخفض. ولكن منذ ستينيات القرن الماضي، تم تطوير المصايد الكبيرة، لتصيد تلك الأسماك التي كانت تعتبر على درجه عاليه من الأهمية في العراق، وقد تم ملاحظة أن مخزونات أسماك الأهوار قد انخفضت بشكل ملحوظ بعد تجفيف الأهوار في بلاد ما بين النهرين.
بحيرة أم البني بمحافظة ميسان بالعراق سميت بهذا الاسم تيمنا بهذا النوع. وهي الآن قد جفت في الغالب بعد تجفيف الأهوار المركزية، يدل اسمها على الوفرة السابقة لأعداد هذه الأسماك وإمكانية استخدامها كأرض لزياده الأعداد (حيث أن كلمه أم في العربية. لا تعني بالضرورة الإنجاب). تعتبر البحيرة ذات أهمية كفوهه صدميه م حتملة مذكورة في ملحمة جلجامش.